# Pulau Kulur
Pulau Kulur is een bestuurslaag in het regentschap Kuantan Singingi van de provincie Riau, Indonesië. Pulau Kulur telt 805 inwoners (volkstelling 2010).